# Amazulu FC
Amazulu FC ist ein simbabwischer Fußballverein aus Bulawayo.
Der Verein wurde 1996 gegründet und damit begann der schnelle Aufstieg des Vereines in die Zimbabwe Premier Soccer League. 2003 konnte dann die erste Meisterschaft gewonnen werden. 2000 und 2001 war man bereits Vizemeister geworden. Nach dem schnellen Aufstieg des Vereines kam es bereits 2004 zu internen Differenzen über den Fortbestand des Vereines. Nach dem Abstieg aus der ZP Soccer League 2005 wurde der Verein aufgelöst.

## Erfolge
- Meister Zimbabwe Premier Soccer League: 2003 (Vize: 2000, 2001)

## Statistik in den CAF-Wettbewerben
| Wettbewerb                | Runde    | Gegner                          | Hinspiel | Rückspiel |  |
| ------------------------- | -------- | ------------------------------- | -------- | --------- |  |
|                           |          |                                 |          |           |  |
| CAF Champions League 2004 | Vorrunde | Clube de Desportos do Maxaquene | 3:1 (H)  | 4:3 (A)   |  |
|                           | 1. Runde | Atlético Petróleos Luanda       | 0:0 (H)  | 1:2 (A)   |  |